# Mindaugas Griškonis
Mindaugas Griškonis (Vilnius, 17 gennaio 1986) è un canottiere lituano, vincitore della medaglia d'argento nel 2 di coppia a Rio de Janeiro 2016 insieme a Saulius Ritter.

## Palmarès
- Olimpiadi

Rio de Janeiro 2016: argento nel 2 di coppia.
- Campionati del mondo di canottaggio

Aiguebelette 2015: bronzo nel singolo.
Plovdiv 2018: bronzo nel singolo.
- Campionati europei di canottaggio

Poznań 2007: argento nel singolo.
Brest 2009: oro nel singolo.
Plovdiv 2011: oro nel singolo.
Varese 2012: oro nel singolo.
Belgrado 2014: bronzo nel singolo
Brandeburgo 2016: argento nel singolo
Glasgow 2018: argento nel singolo.
- Universiade

Kazan' 2013: oro nel singolo.